# 유담연
유담연(1976년 ~ )은 대한민국의 배우이다.

## 학력
- 서울예술대학 연극과

## 출연작

### 영화
- 《공기살인》 (2022년) - 여의원 역
- 《커튼콜》 (2016년) - 지연 역
- 《워킹스트리트》 (2016년) - 최애란 역
- 《특송》 (2022년) - 포텐샤 주인 역

### 드라마
- 《야인시대》 (SBS, 2002년) - 백병원 간호사 역
- 《응답하라 1988》 (tvN, 2015년) - 동룡엄마 역
- 《터널》 (OCN, 2017년) - 이난영 역
- 《아르곤》 (tvN, 2017년)
- 《마더》 (tvN, 2018년)
- 《데릴남편 오작두》 (MBC, 2018년) - 한혜석 역
- 《미스 마 - 복수의 여신》 (SBS, 2018년) - 홍선생 역
- 《커피야 부탁해》 (채널A, 2018년) - (우정출연)
- 《킬잇》 (OCN, 2019년) - 도지숙 역
- 《빙의》 (OCN, 2019년) - 조윤숙 역
- 《어쩌다 발견한 하루》 (MBC, 2019년) - 라혜영 역
- 《그 남자의 기억법》 (MBC, 2020년) - 진소영 역
- 《마녀의 게임》 (MBC, 2022년) - 강공숙 역
- 《일당백집사》 (MBC, 2022년) - 상득의 애인 역
- 《트렁크》 (Netflix, 2024년) - 정원의 어머니 역

### 뮤지
- 《인 더 하이츠》 - 다니엘라 역
- 《쿠거》 - 클래리티 역
- 《꽃신》 - 혜순 역
- 《폴링 포 이브》 - 천사 역
- 《메노포즈》
- 《어쌔신》 - 사라 제인 무어 역
- 《이블데드》 - 셰럴 역
- 《풀몬티》 - 조지 역
- 《골목길 이야기》 - 딸 역
- 《벽을 뚫는 남자》 - 공무원M양 역
- 《루나틱》 - 의사 역

### 연극
- 《옆방에서 혹은 바이브레이터 플레이》
- 《천사여, 고향을 보라》
- 《날짜 변경선》
- 《내 안에 침팬지가 산다》
- 《마흔》
- 《고공정원》
- 《트라우마 인 인조》
- 《너와 함께라면》
- 《인물실록 봉달수》
- 《임대아파트》
- 《대머리 여가수》
- 《임대아파트》
- 《춘천거기》
- 《울다가 웃으면》
- 《라이어》
- 《70분간의 연애》
- 《노이즈 오프》

## 수상
- 2013년 대한민국 연극대상 여자 최우수 연기상